# Rafael Nieto Navia
Rafael Nieto Navia (Bogota, 5 februari 1938 – 4 december 2024) was een Colombiaans rechtsgeleerde. Hij was verschillende decennia hoogleraar aan de Pauselijke Universiteit Javeriana. Verder was hij rechter van verschillende gerechtshoven in binnen- en buitenland, waaronder aan het Inter-Amerikaanse Hof voor de Rechten van de Mens en de gezamenlijke beroepskamer van het Rwanda-tribunaal met het Joegoslavië-tribunaal.

## Levensloop
Nieto voltooide het eerste deel van zijn studie in 1962 aan de Pauselijke Universiteit Javeriana in Bogota als Doctor in de Rechten en Economische Wetenschappen. Hij volgde een cursus internationaal recht aan de Universiteit van de Andes, georganiseerd door de Haagsche Academie voor Internationaal Recht. Hij volgde aan Javeriana in 1971 een cursus in obligaties en effecten. Hij ontving in 1972 een beurs waarmee hij een cursus internationaal recht volgde aan de Universiteit van Buenos Aires, opnieuw georganiseerd door de Haagsche Academie. Vervolgens studeerde hij nog internationaal recht aan de Fundação Getulio Vargas in Rio de Janeiro.
Van 1962 tot 1997 was hij hoogleraar aan de Pauselijke Universiteit Javeriana. Daarnaast gaf hij les aan verschillende andere universiteiten in Bogota en was hij gastspreker voor allerlei universiteiten in binnen- en buitenland, en ook voor instellingen zoals de Raad van Europa in Straatsburg.
Verder was hij sinds 1980 werkzaam als rechter voor verschillende rechtbanken. Van 1980 tot 1984 was hij aspirant-rechter voor de grondwettelijke afdeling van het hooggerechtshof van Colombia. Verder was hij van 1982 tot 1994 rechter van het Inter-Amerikaanse Hof voor de Rechten van de Mens. Van dit hof was hij tweemaal rechter-president, van 1987 tot 1989 en van 1993 tot 1994. Hij was van 1991 tot 1995 rechter van het Argentijns-Chileens Internationaal Hof van Arbitrage en sinds 1988 lid van de Colombiaanse kring bij het Permanente Hof van Arbitrage in Den Haag. In november 1997 trad hij toe tot de gezamenlijke beroepskamer van het Rwanda-tribunaal en het Joegoslavië-tribunaal in Den Haag. Hier bleef hij aan tot 2003. In 2009 werd hij ambassadeur in Stockholm, in welke hoedanigheid hij zijn land sindsdien in meerdere Scandinavische landen vertegenwoordigt.
Naast zijn professionele loopbaan vertegenwoordigde hij zijn land tijdens internationale conferenties en onderhandelingen. Ook was hij lid van de regeringscommissie voor grondwettelijke en juridische zaken en was hij van 1982 tot 1986 lid van de adviescommissie van het Ministerie van Buitenlandse Zaken. Van 1992 tot 1994 was hij vicevoorzitter van het Inter-Amerikaanse Instituut voor Mensenrechten in San José in Costa Rica. Verder publiceerde hij verschillende boeken en een groot aantal artikelen. Hij is lid van verschillende juridische genootschappen, waaronder de American Society of International Law en het Institut de Droit International.
Nieto werd verschillende malen onderscheiden. Hij werd bijvoorbeeld opgenomen in de Orde van Sint Carlos van het Ministerie van Buitenlandse Zaken van Colombia, de Venezolaanse Orde van Francisco de Miranda, als Commandeur in de Silvesterorde van de Heilige Stoel en als Ridder in de Orde van de Pauselijke Universiteit.
Nieto Navia overleed op 4 december 2024 op 86-jarige leeftijd.